# The Unforgiven (sång)
The Unforgiven är den fjärde låten på Metallicas självbetitlade femte album. Låten skrevs av Kirk Hammett, James Hetfield och Lars Ulrich. Låten kallas ibland även för The Unforgiven I eftersom Metallica senare gjorde låten The Unforgiven II på skivan Reload (1997) och sedermera The Unforgiven III på Death Magnetic (2008). Under en intervju påstår James Hetfield att texterna handlar om saker han inte kan förlåta sina föräldrar för.